# Bosphorus intercontinentale zwemwedstrijd
De Bosphorus intercontinentale zwemwedstrijd is een openwaterzwemwedstrijd in de Turkse Bosphorus. De start is aan de Aziatische zijde in de Istanboelse wijk Kanlıca terwijl de finish circa 6,5 kilometer stroomafwaards is aan de Europese zijde in de Istanboelse wijk Kuruçesme. De wedstrijd wordt jaarlijks eind augustus gehouden en trekt duizenden deelnemers uit de hele wereld.

## Geschiedenis
Het evenement werd voor het eerst gehouden op 23 juli 1989, toen 64 mannen en 4 vrouwen deelnamen. Het jaar daarop werd de start van het parcours verplaatst van Çubuklu naar Kanlıca, waardoor de afstand werd verlengd tot 6,5 km. In 1992 werd het evenement internationaal met de deelname van 22 zwemmers uit Tsjechoslowakije en twee uit de Verenigde Staten.
Het parcoursrecord werd in 2006 gevestigd door de Turkse zwemmers Alişan Alaşlı in de mannencategorie met 39:07.11 en Beren Kayrak in de vrouwencategorie met 40:50.35.
Sinds 2010 ontvangt elke zwemmer die het parcours voltooit een certificaat met de titel "Intercontinentale Zwemmer".

## Parcours
Het traject begint aan de pier van Kanlıca, ten noorden van de Fatih Sultan Mehmetbrug, in het Aziatische deel van Istanboel, loopt zuidwaarts, eerst onder brug door en daarna langs met name Anadoluhisarı en Rumelihisari die respectievelijk aan de Aziatische en Europese zijde staan; en eindigt bij Cemil Topuzlu Park in Kuruçeşme, ten noorden van de Bosporusbrug, in het Europese deel van de stad.
De deelnemers zwemmen stroomafwaarts langs de dominante oppervlaktestroming van de Bosporus. Ze worden geadviseerd om in het midden van de zeestraat te blijven om omgekeerde stromingen te vermijden die vaak in baaien langs de kust ontstaan. De zwemmers gebruiken ter navigatie oriëntatiepunten aan de kust en keren pas naar de Europese oever na het passeren van het Galatasaray-eiland. Degenen die de finish missen en door de stroming onder de Bosporusbrug worden meegenomen, worden gediskwalificeerd en worden aan boord van reddingsboten gehaald.
In de dagen voorafgaand aan de race worden introductie-boottochten langs het parcours aangeboden met instructies in het Turks, Engels en Russisch.

## Deelname
Aan het evenement nemen meer dan 2000 zwemmers deel, waaronder meer dan 500 vrouwen. De helft zijn buitenlanders, afkomstig uit meer dan 50 landen. Sinds 2019 is het aantal buitenlandse zwemmers beperkt tot 1200, en mogen er maximaal 350 per land deelnemen. Er zijn 12 leeftijdscategorieën voor elk geslacht, van 14 tot 70 jaar en ouder.
Zwemmers worden gescreend voor deelname. Zo wordt een sporttest afgelegd, medische documenten overlegd en dienen zwemdiploma's getoond te worden.

## Bekende zwemmers
Veel bekende zwemmers van over de hele wereld hebben in de loop der jaren aan het evenement deelgenomen. In 2012 was de Amerikaanse zwemmer Mark Spitz te gast en gaf hij demonstraties. In 2013 nam de Australische Ian Thorpe ook deel aan de wedstrijd.
De Turkse Fatma Nazan Göğen heeft sinds de eerste editie in 1989 tot 2017 elk jaar deelgenomen. De Turkse Levent Aksüt was met een leeftijd van 85 jaar in 2014 de oudste zwemmer tot dan toe. De lokale sportman Hasan Eskioğlu heeft met tien overwinningen het record voor de meeste overwinningen, waarvan zeven op rij.